# Massacre de la Saint-Valentin (Guadeloupe)
Pour les articles homonymes, voir Massacre de la Saint-Valentin.
Le 14 février 1952, dans la commune du Moule en Guadeloupe, est organisée une grève par les ouvriers de l'usine Gardel pour une hausse de leurs salaires, part du mouvement revendicatif impliquant des petits planteurs et colons sur l'ensemble de l'île. Des barrages avaient été érigés par les grévistes sur le piquet de grève. Les forces de maintien de l'ordre sur place tirèrent sur la foule, le bilan est de 4 morts et 14 blessés. Ces événements sont connus à la Guadeloupe sous le nom de massacre de la Saint-Valentin.

## Origine du mouvement
Le mouvement a commencé en novembre 1951 dans le nord Grande-Terre. Les revendications concernent alors la rémunération de la journée de travail et l’allègement des tâches sur les champs des békés. Les grévistes demandent que leurs salaires soient similaires à ceux des Français. Ils évoquent la loi du 19 mars 1946 qui faisait des colonies des Antilles des départements français. Puis les revendications s'étendent à une augmentation du prix de la tonne de la canne à sucre.
Au début de l'année 1952, les grévistes reçoivent le soutien des fonctionnaires qui réclament la revalorisation de leurs salaires. Un appel à la grève générale est lancé sur l'ensemble de la Guadeloupe. L'ensemble des sites de production de la canne sont touchés : Petit-Bourg, Capesterre, Comté, Beauport, Bonne Mère, etc.

## Massacre

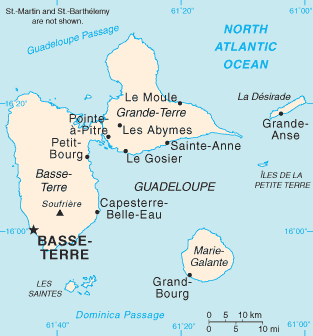
Carte de la Guadeloupe

Le 11 février, les CRS prennent position dans la commune de Moule, qui accueille à l'époque, plusieurs usines de sucre et de distilleries de rhum et le seul port de la côte atlantique. Le 14 février 1952, les grévistes érigent un barrage à l’entrée du boulevard Rougé pour empêcher l’accès de l’usine Gardel aux charrettes de cannes à sucre.
La tension monte et les gendarmes et CRS tirent sur la foule. Le communiqué officiel de l'époque publié par le ministère de l'intérieur dans la presse métropolitaine 4 jours plus tard parle de légitime défense après que les forces de l'ordre aient reçu « des coups de feu blessant un officier et plusieurs gendarmes et C.R.S (...) et des bombes incendiaires » .
Quatre Guadeloupéens sont tués : Constance Dulac, Capitolin  Justinien, François Serdot et Édouard Dernon. 14 autres personnes sont blessées. Certaines victimes n'avaient pas de liens avec les manifestants.

## Mémoire
Chaque année des manifestations commémoratives sont organisées le 14 février par des organisations politiques et syndicales de la Guadeloupe. Une stèle est érigée devant le cimetière du Moule. Un odonyme local (Rue du 14-Février-1952) rappelle ces événements .